# Braun FK
Braun FK (E 154) ist ein gelblich-braunes Gemisch von sechs verschiedenen Azofarbstoffen, das für die Färbung von geräucherten Heringen eingesetzt wurde. In Tierversuchen wurden Schädigungen von Herz und Leber festgestellt. Viele Organe werden durch ein Stoffwechselprodukt von Braun FK verfärbt. Braun FK kann Allergien auslösen. In der EU ist Braun FK nicht mehr als Lebensmittelfarbstoff zugelassen.

Braun FK ist ein Gemisch verschiedener Farbstoffe.